# Boeotarcha
Boeotarcha là một chi bướm đêm thuộc họ Crambidae.

## Các loài
- Boeotarcha divisa (Lucas, 1894)
- Boeotarcha taenialis (Snellen, 1880)